# Distretto di Magura
Il distretto di Magura è un distretto del Bangladesh situato nella divisione di Khulna. Si estende su una superficie di 1.048,61 km² e conta una popolazione 918.419 di abitanti (dato censimento 2011).

## Suddivisioni amministrative
Il distretto si suddivide nei seguenti sottodistretti (upazila):
- Magura Sadar
- Mohammadpur
- Shalikha
- Sreepur